# 伊塔哈里

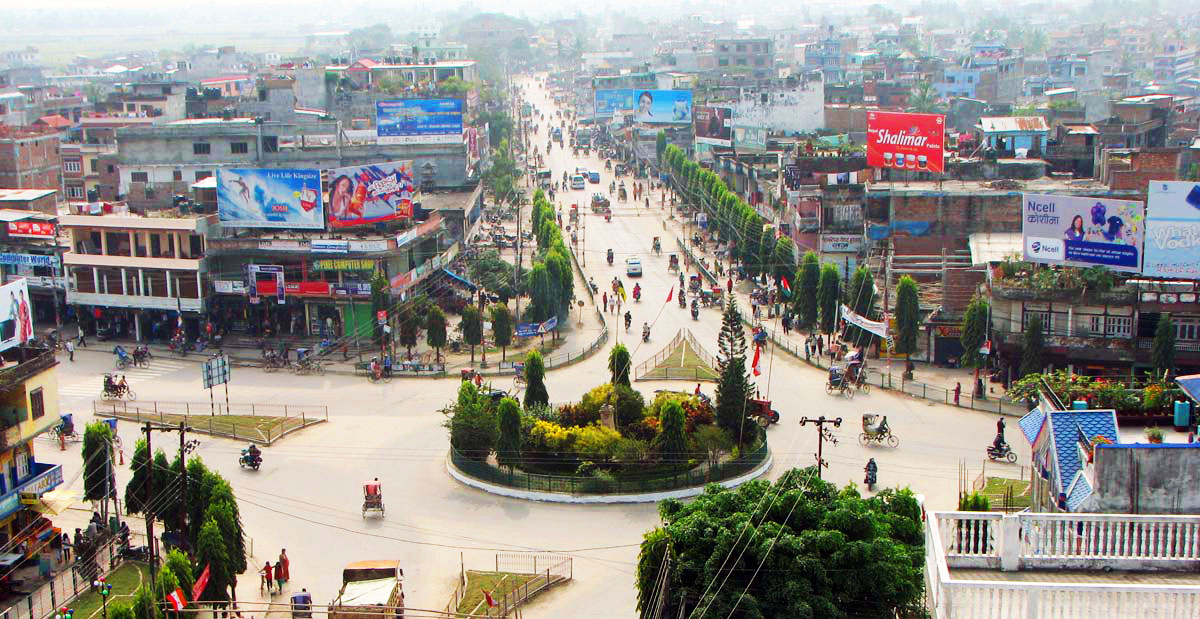
伊塔哈里

伊塔哈里是尼泊爾的城市，位於該國東南部，處於首都加德滿都東南230公里，由戈希省負責管轄，面積87.3平方公里，2011年人口74,501，人口密度每平方公里853人。